# Хольц, Арно
Арно Хольц (нем. Arno Holz; 1863—1929) — немецкий писатель и драматург, один из теоретиков натурализма в немецком театре.

## Биография
Арно Хольц родился в Растенбурге 26 апреля 1863 года в семье фармацевта. В 1875 году семья переехала в Берлин. Хольц окончил Берлинский университет.
С 1881 года Арно Хольц работал как журналист, затем как внештатный корреспондент. В это время Хольца сопровождали финансовые проблемы. Он установил контакты с клубом Berliner Naturalistenverein, заинтересовался темой дарвинизма. В 1885 году он получил Шиллеровскую премию.
С 1888 года жил и работал совместно с Иоганнесом Шлафом. Соединяя теорию с практикой, они писали статьи в защиту реализма, более тонкого и интимного, чем натурализм Эмиля Золя, а в 1889 году выступили со сборником рассказов «Papa Hamlet» (под псевдонимом Bjarne P. Holmsen), за которым последовали драма «Familie Selicke» (1890), рассказы «Neue Geleise» (1892) и роман «Junge Leute» (1890). Эти произведения были для немцев новым словом драматической техники и имели решающее значение для стиля Герхарта Гауптмана, который находился также под личным вилянием Шлафа и Гольца; сами они, согласно ЭСБЕ: «не пошли дальше и остались далеко за своим талантливым последователем».
В 1890 году совместно с О. Брамом участвовал в издании журнала «Свободный театр».
В 1891 году была опубликована работа Хольца «Искусство, его сущность и законы» в которой он сформулировал теорию «последовательного натурализма» в которой развил требования Эмиля Золя о приближении искусства к жизни.
В 1893 году Хольц женился на Эмилии Виттенберг. В браке родилось трое сыновей.

## Творчество
Одним из лучших произведений Гольца считается сборник стихотворений «Книга времени» (1885) в котором он затронул тему социальных контрастов капиталистического города. В сборнике новелл «Папаша Гамлет» (нем. Papa Hamlet, 1889, опубликована под псевдонимом Бьерне П. Гольмсен) изобразил будничную жизнь мещан. Совместно с И. Шлафом написал драму «Семья Зелике» (нем. Die Familie Selicke, 1890, премьера в Городском театре Магдебурга и в Свободном театре (Фрайе Бюне).
Арно Хольцем был задуман целый цикл пьес «Берлин. Конец одной эпохи в драмах» (нем. Berlin. Wende einer Zeit in Dramen) в которой он планировал обрисовать картину жизни современников. Из этого цикла удалось написать пьесы «Социал-аристократы» (1896), «Траумулс» (1905, совместно с О. Йершке), «Затмение солнца» (нем. Sonnenfinsternis, 1908). Эти пьесы успеха не имели и Арно прекратил работать над серией.
Среди других произведений: литературная сатира в стихах «В ореоле святости» (нем. Im Heiligenschein, 1886), сатира в стихах «Жестяная кузница» (нем. Die Blechschmiede, 1902—1925), поэтическая стилизация в духе эпохи барокко «Дафнис. Лирический портрет XVII века» (нем. Dafnis. Lyrisches Portrait aus dem 17. Jahrhundert, 1904).
В 1905 году пьесу «Фантазер» (Тraumulus) поставил в Малом театре режиссёр И. А. Рыжов.